# Michael Pexenfelder
Michael Pexenfelder (* 1613 in Arnstorf (damals noch Amstorff) im Unterdonaukreis; † 1685) war ein bayerischer Jesuit, Rhetoriker und Lexikograph.

## Leben
Pexenfelder widmete sich in Passau den Wissenschaften und trat in den Jesuitenorden ein. In Landshut lehrte er 22 Jahre Rhetorik.

## Werk
Bekannt ist er vor allem durch sein 1670 bei Michael und Friedrich Endter in Nürnberg publiziertes Werk Apparatus eruditionis tam rerum quam verborum per omnes artes et scientias, einen hundert Kapitel umfassenden frühneuzeitlichen Grundriss des Wissens (Enzyklopädie) mit ausführlicher Darbietung des fachsprachlichen Spezialwortschatzes. Das Kurfürst Maximilian Emanuel von Bayern gewidmete Werk stand in der Tradition von De utraque (auch De duplici) copia rerum ac verborum commentarii duo, Paris 1512, des Erasmus von Rotterdam und fand an Lateinschulen des 17. Jahrhunderts, insbesondere Jesuitengymnasien, Verwendung. Es erschien in mehreren Auflagen in den Jahren 1680, 1687, 1704, 1744 und 1798.